# Linguagem visual
A criação de uma imagem para comunicar uma ideia pressupõe o uso de uma linguagem visual. Acredita-se que, assim como as pessoas podem "verbalizar" o seu pensamento, elas podem "visualizar" o mesmo. Na análise da "linguagem visual", os elementos da linguagem são delineados através dos elementos de arte e princípios de design. Um diagrama, um mapa e uma pintura são exemplos de usos da linguagem visual. Suas unidades estruturais costumam incluir linha, forma, cor, movimento,textura, padrão, direção, orientação, escala, ângulo, espaço e proporção. 
A teoria da arte e do design são usadas para construir composições visuais. Acredita-se que os elementos de uma imagem representam conceitos em um  espaço, ao invés da forma linear usado para palavras. Acredita-se também que a fala e a comunicação visual são meios paralelos e geralmente interdependentes pelos quais seres humanos trocam informações.

## Semiologia gráfica
Semiologia gráfica é uma teoria do design de informação apresentado por Jacques Bertin em seu livro de 1967, Semiologie Graphique. Esta teoria é considerada "um quadro para a análise e representação de dados em papel. Fundada na experiência prática de Bertin como geógrafo e cartógrafo, ao invés da pesquisa empírica" . Este trabalho, segundo Edward Tufte (2003) "prevê um estudo aprofundado de diferentes técnicas gráficas (forma, orientação, cor, textura, volume, tamanho) para localizar e sinalizar quantitativas, geralmente sobre o espaço geográfico ou ao longo do tempo. Existe também a análise de gráficos e tabelas de classificação de dados. O livro contém várias ilustrações produzidas por Bertin e seus colegas" . 

## Formas da linguagem visual

### Ponto
Sendo o elemento visual mais simples e necessário, o ponto é uma forma visual que também serve para definir outras formas bidimensionais ou tridimensionais que pode dar sensação de proximidade ou ilusão de cor ou tom. “Quando fazemos uma marca, seja com tinta, com uma substância dura ou com um bastão, pensamos nesse elemento visual com um ponto de referência ou um indicador de espaço”.
Bueno (2008), considera que quando observamos, no céu imenso, um ponto de luz, ele nos chama atenção, logo direcionamos fixamente nossos olhos, e surge sempre um questionamento. Num papel vazio, temos a sensação de estar sempre procurando algo, como se nossos olhos buscassem um lugar para se deterem. Um pequeno ponto já nos leva a soltar nossa imaginação e viajar. Isso sem dizer também que é com ele que tudo começa, ou seja, ao tocarmos o lápis no papel, antes de qualquer outro movimento, num simples contato, encontramos um ponto. Trabalhamos com ponto, podemos obter efeitos de luz e sombras, volume ou profundidade.
Em artes gráficas, ponto é a medida na qual é fundido todo material tipográfico. Em geometria ele é representado pelo cruzamento de duas linhas. 
Para ser usado como elemento decorativo pode ser considerado em uma circunferência ou circulo de pequenas dimensões.
Se o olhar percorre uma página vazia, limitado, logo que se encontra um ponto, vista fixa sobre ele. Utilizado sozinho, o ponto nos da pouco efeito decorativo, mas repetido ou combinado com outras figuras, ele pode nos oferecer um interessante motivo de decoração. 
Muitos impressos são decorados somente por pontos simetricamente ou livremente dispostos. 
O ponto pode ser disposto em alinhamento horizontal, vertical, inclinado etc, assim como em proporções variadas.
Também pode ser combinado com linha reta, quebrada, curva ou figuras geométricas.
O ponto em sucessão continua forma uma linha. Como foi dito, tudo começa com um ponto.
Para que possamos observar o simbolismo de uma estrutura gráfica é necessário começar 
pelo elemento mais simples que compõe a matéria, o PONTO. 
O ponto é a unidade de comunicação visual mais simples e irredutivelmente mínima. Quando 
fazemos uma marca, seja com tinta, com uma substância rígida como um bastão, pensamos nesse elemento visual como um ponto de referência ou um indicador de espaço. 

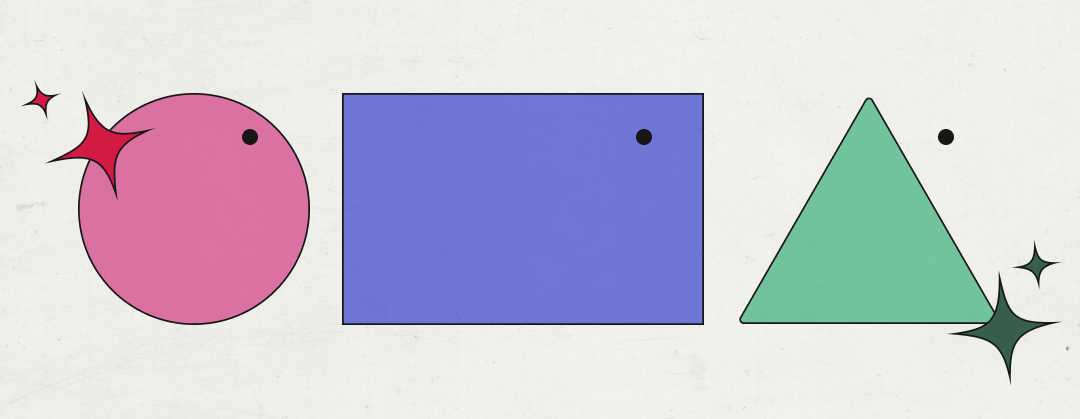
O poder da atração visual do ponto.

Qualquer ponto possui um grande poder de atração visual sobre o olho, exista ele 
naturalmente ou tenha sido colocado pelo homem em resposta a um objetivo qualquer. 
Como Elemento Conceitual, um ponto indica posição. Não tem comprimento nem largura. 
Pode representar o início e o fim de uma linha e está onde duas linhas se cruzam. Ele é um “ser 
vivo”. A unidade mínima da presença. Estamos muito acostumados a usá-lo na escrita, como agora, mas ele tem outras posições, além desta. 
O ponto é a representação da partícula geométrica mínima da matéria e do ponto de vista 
simbólico, é considerado como elemento de origem. 
Como Elemento Visual, o ponto possui formato, cor, tamanho e textura. Suas 
características principais são: Tamanho - devendo ser comparativamente pequeno, e o Formato -  devendo ser razoavelmente simples.
Biografia
STUTZ, Rodrigo. Pesquisa em trabalho acadêmico de jornalismo. RIBEIRO, Milton. Planejamento Visual Gráfico.
DONDIS, Donis A. A sintaxe da linguagem visual. São Paulo: Martins Fontes, 1997, p. 51-83
BUENO, L. E. B. Linguagem das artes visuais. Curitiba: Ibpex, 2008 p.24-25
FISHER, Ernest. A Necessidade da Arte. Tradução – KONDEL, Leandro. Ed. Guanabara. 9ª edição. (1987)

### Linha
"Linha" tem origem do latim linẽa, é um termo com multiplas acepções .Pode-se dizer que uma linha nada mais é do que uma cadeia de pontos. Os pontos possuem grande poder de atração visual sobre o olho. Na natureza, as formas arredondadas são mais comuns, pois, em estado natural, a reta e o quadrado são verdadeiras raridades, e a linha é o elemento que divide ou percorre o campo visual.   

### Forma
Em "Sintaxe da linguagem visual", Dondis (1997) relata que  a linha descreve uma forma, na linguagem da artes visuais, a linha articula a complexidade da forma. Existem três forma básicas: o quadrado, o círculo e o triângulo equilátero, cada um com suas características específicas, e a cada um é atribuído uma grande quantidade de significados, alguns por associação, outros por vinculação arbitrária, e outros, ainda, através de nossas próprias percepções psicológicas e fisiológicas.
Segundo Gilbson (1951 apud Santaella, 2001), a forma pode se referir a superfície curva de uma fêmea humana ou aos contornos de um torniquete, a um poliedro ou ao estilo de um jogo de tênis de um homem. O autor considera modo, figura, estrutura, padrão, ordem, arranjo, configuração, plano, esboço, contorno como termos similares sem significado distintos. Essa termonologia indefinida é uma fonte de confusão e obscuridade para filósofos, artistas, críticos e escritores,. O autor faz delimitação onde há três significado gerais para termo forma:
1. A figura de um objeto em três e dimensões
2. A projeção de tal objeto em uma superfície chapada, seja através da luz do objeto, seja pelo ato humano de desenhar ou pela operação de construção geométrica de que são exemplos as imagens, pinturas, desenhos e esboços.
3. A forma geométrica abstrata composta de linhas imaginárias, planos ou de suas famílias.[6]

Podemos portanto, embora constituindo uma grande simplificação, definir “a forma como conservadora e o conteúdo como revolucionário”.

### Cor
A cor é um elemento fundamental na linguagem visual: influencia o nosso comportamento, transmite mensagens e sensações. No nosso cotidiano, a cor está bastante presente e muitas vezes ligada a significados simbólicos. Podendo ser encontrada, por exemplo, num sinal informativo de jornais revistas etc., numa bandeira, num spot publicitário, etc. 
As cores e tons exercem o seu poder nos ambientes que nos envolvem, na arquitetura, decoração, design, artes plásticas, vestimentas etc. Não interferem na ocupação de espaços, mas se expressam em sensações, como o abraço, sobriedade ou neutralidade, conforto, incluindo as térmicas, quentes ou frias. Ao longo das décadas do último século foi surpreendente observado o avanço do espaço das imagens sobre o espaço das palavras, um cenário no qual as imagens devoram sua própria cria, a escrita..

### Textura
Segundo Dondis (1991)., a textura é o elemento visual que com frequência serve de substituto para as qualidades de outro sentido, o tato. Na verdade, porém, podemos apreciar e reconhecer a textura tanto através do tato quanto da visão, ou ainda mediante uma combinação de ambos. Dondis afirma ainda que é possível que uma textura não apresente qualidades táteis, mas apenas óticas, como no caso das linhas de uma página impressa, dos padrões de um determinado tecido ou dos traços superpostos de um esboço. O autor relata também que onde há uma textura real, as qualidades táteis e óticas coexistem, não como tom e cor, que são unificados em um valor comparável e uniforme, mas de uma forma única e específica, que permite à mão e ao olho uma sensação individual, ainda que projetemos sobre ambos um forte signicado associativo. O aspecto da lixa e a sensação por ela provocada têm o mesmo significado intelectual, mas não o mesmo valor. São experiências singulares, que podem ou não sugerir-se mutuamente em determinadas circunstâncias. O julgamento do olho costuma ser confirmado pela mão através da objetividade do tato.